# Óblast de Kurgán
Óblast de Kurgán (en ruso: Курга́нская о́бласть, tr.: Kurgánskaya óblast) es uno de los cuarenta y siete óblast que, junto con las veintiuna repúblicas, nueve krais, cuatro distritos autónomos y dos ciudades federales, conforman los ochenta y tres sujetos federales de Rusia. Su capital es la homónima Kurgán. Está ubicado en el distrito Ural, limitando al norte con Sverdlovsk, al este con Tiumén, al sur con Kazajistán y al oeste con Cheliábinsk.

## Geografía

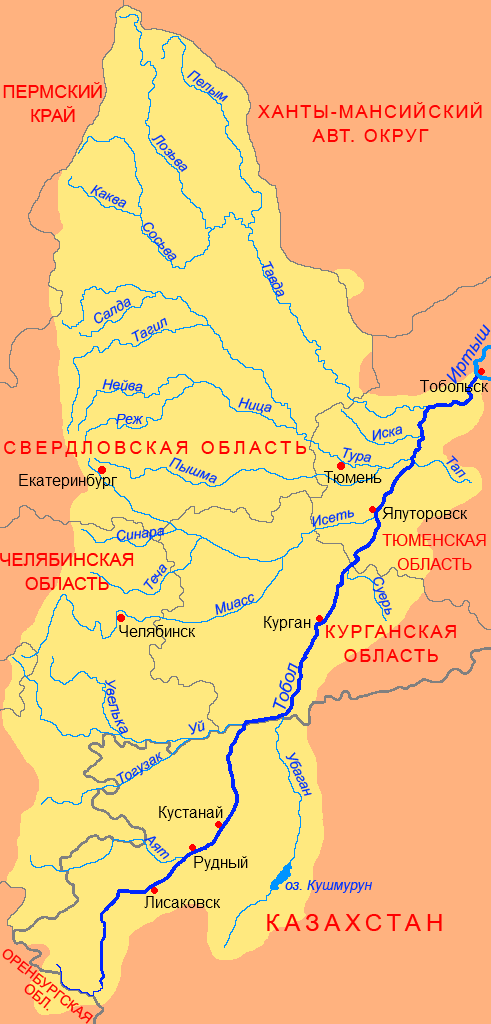
Mapa en ruso del río Tobol que atraviesa el óblast de Kurgán pasando por su capital, Kurgán (Курган)

### Ríos
El principal río del óblast es el río Tobol —un afluente del río Irtish que, a su vez, lo es del Obi— que fluye en dirección noreste, pasando por la capital, Kurgán.

### Zona horaria
El óblast de Kurgán está localizado en la zona horaria de Ekaterimburgo (YEKT/YEKST). La diferencia con UTC es +0500 (YEKT)/+0600 (YEKST).